# Daydream (álbum de Mariah Carey)
Daydream é o quinto álbum de estúdio gravado pela artista musical estadunidense Mariah Carey, lançado nos Estados Unidos a 3 de Outubro de 1995 pela editora discográfica Columbia Records como o acompanhamento aos sucessos internacionais Music Box (1993) e Merry Christmas (1994), embora seja ligeiramente diferente dos seus antecessores, tendo em conta que a sua sonoridade se inclina cada vez mais para os géneros rhythm and blues (R&B) e hip hop e possui menos influências puras de música pop. Ao longo do projecto, Carey colaborou com Walter Afanasieff, com quem compôs e produziu a maior parte dos seus dois álbuns anteriores. Com Daydream, a artista assumiu maior controlo sobre a sua direcção musical, bem como sobre a composição do álbum. A cantora afirmou que considera o álbum como o início da sua transformação musical e vocal, mudança esta que se tornou ainda mais evidente no seu lançamento posterior, Butterfly (1997). Durante a produção do disco, Carey passou por inúmeras divergências criativas com a sua editora, bem como com o seu marido, Tommy Mottola.
Durante todo o processo criativo, a intérprete colaborou com Jermaine Dupri pela primeira vez, e co-escreveu e produziu uma música com Kenneth "Babyface" Edmonds, com quem já havia colaborado em Music Box. Foi também a primeira vez que ela trabalhou com o grupo de R&B Boyz II Men. Juntos, eles escreveram o conceito e letra de "One Sweet Day", uma canção que Carey co-produziu com Afanasieff. Com a sua assistência e a adição de alguns produtores contemporâneos, ela conseguiu fazer uma transição "subtil" para o mercado de música urbana. Na 38ª cerimónia anual dos prémios Grammy, na qual Carey interpretou ao vivo algumas canções do álbum, Daydream foi nomeado para seis categorias. Devido ao seu sucesso crítico e comercial, os críticos acreditavam que a cantora seria uma dos grandes vencedores da noite. No entanto, tanto para o seu espanto como do público em geral, não venceu nenhum prémio para os quais foi nomeada na cerimónia, fazendo com que o assunto se tornasse muito público e controverso.
Seis singles foram lançados do álbum. O primeiro, "Fantasy", permaneceu no topo da tabela musical de canções norte-americana por oito semanas e foi o segundo single mais vendido de 1995 naquele país. A canção liderou ainda as tabelas musicais da Austrália, Canadá e Nova Zelândia, e tornou-se um êxito em países como a Finlândia, a França e o Reino Unido, onde se posicionou dentro das cinco melhores posições. "One Sweet Day", o segundo single, estreou no primeiro posto da Hot 100, tendo permanecido no mesmo por dezasseis semanas consecutivas, estabelecendo assim o recorde do single com o maior tempo de permanência no número um daquela tabela, um feito mantido por quase 25 anos. Ele também liderou as tabelas de mercados como o Canadá e a Nova Zelândia, e posicionou-se entre as cinco melhores posições na Austrália, França, Irlanda e Países Baixos. Conjuntamente, todos os singles de Daydream ocuparam a primeira colocação nos EUA por um total de seis meses e duas semanas. A fim de promover Daydream, Carey embarcou na curta, porém, bem-sucedida Daydream World Tour, visitando apenas o Japão e a Europa.
No momento do seu lançamento, Daydream tornou-se no álbum mais aclamado de Carey pela crítica especialista em música contemporânea, que elogiaram as suas letras e composições amadurecidas, assim como a sua nova direcção musical. Juntamente com as análises muito favoráveis, o disco tornou-se um sucesso comercial mundial de grande porte. Estreou no número um em mais de nove países, e entre os cinco primeiros postos em quase todos os principais mercados de música. Não obstante, tornou-se no segundo da artista a receber o certificado de disco de diamante pela Recording Industry Association of America (RIAA), após vender mais de dez milhões de cópias apenas em território norte-americano. Além de seu sucesso interno, Daydream tornou-se no quarto álbum mais vendido no Japão por uma artista de origem não-asiática, com mais de 2,4 milhões de cópias vendidas, e continua sendo um dos álbuns mais vendidos pela cantora, com mais de 25 milhões de unidades comercializadas em todo o mundo. Além disso, foi incluso na lista dos duzentos álbuns definitivos no Rock and Roll Hall of Fame devido ao seu forte impacto musical.

## Antecedentes e desenvolvimento
"O que eu tentei fazer foi colocar, de alguma forma, uma textura em um monte de músicas, como parte de fundo que eu fiz as coisas certas, e você sabe que eu só queria ficar um pouco mais criativa com ele."

— Carey, em entrevista à MTV sobre seu estilo em Daydream.
Após o sucesso estrondoso de Music Box, Carey sentiu a vontade de assumir maior controle sobre as suas decisões criativas. Contudo, Mottola, bem como os outros executivos da Columbia, desejavam prosseguir com o estilo pop semelhante aos trabalhos anteriores da artista, enquanto Carey queria dar um toque mais urbano ao seu novo projecto. Ela revelou que desde os primórdios da sua carreira que sempre sentiu a vontade de fazer experiências com géneros musicais como o R&B e o rap, muito para o desagrado elevado dos chefes da sua editora. Em meados de 1995, a intérprete anunciou que a partir daquele momento, a sua música iria assumir uma nova direcção, que seria introduzida com o lançamento do seu quinto projecto, Daydream, que além de ser o segundo maior vendedor de Carey até hoje, serviu como o seu álbum mais pessoal e directamente influenciado pelos acontecimentos da sua vida no momento. Durante a gravação do álbum, que teve início no fim da época festiva de 1994, Carey cresceu tanto como artista e compositora. Pela primeira vez na sua carreira, ela esteve mais envolvida na produção do que nunca e foi capaz de elaborar músicas com as quais realmente se pudesse relacionar, através da introdução do R&B e do hip-hop. Enquanto a Columbia permitiu mais clemência à Carey com a música que estaria gravando, os executivos tornaram-se hesitantes quando ela convidou Ol' Dirty Bastard a participar no remix oficial de "Fantasy". De facto, os executivos da Columbia, inclusive Mottola, ficaram confusos sobre o comportamento de Carey e chegaram a questionar-se sobre a sua sanidade mental. Eles ficaram com receio de que esta mudança repentina fosse uma entrada para um campo completamente anormal, e preocupavam-se se isso comprometeria o sucesso do álbum, tendo em conta que era a primeira vez que ela experimentava elementos de hip-hop, sendo que era conhecida exclusivamente pelas suas baladas até momento da sua carreira. Em entrevista à Entertainment Weekly muitos tempo após o lançamento do disco, Carey falou abertamente sobre os seus problemas com a Columbia, declarando que a sua editora defendia valores bastante conservadores: "Todo mundo estava tipo 'O quê, você está louca?' Eles estão nervosos sobre quebrar a fórmula. Eles sabem que funciona ter-me a cantar uma balada no palco com um vestido longo com o meu cabelo apanhado."
"É tão frustrante quando as pessoas inventam que eu fiz uma transição para o hip-hop apenas porque era o que estava a bater naquele tempo. Eu cantei com Ol' Dirty Bastard — que Deus tenha a sua alma — em 1996 para a versão remix de 'Fantasy'. Eu adoro ele e sinto muito a sua falta. Trabalhar com ele foi um ponto alto da minha vida porque foi uma união tão aleatória. Mas para os miúdos jovens nas ruas, essa é a versão de 'Fantasy' que eles conhecem — a frase 'Me and Mariah'."
— Carey em entrevista sobre a sua transição para o hip-hop para o The Sun.
Em 1993, foi revelado que os conflitos matrimoniais entre Carey e Mottola continuavam a crescer, algo que recebeu bastante atenção por parte da imprensa mediática. À medida que a sua nova direcção musical causava tensão entre ela e Columbia, começou também a afectar seriamente o seu relacionamento com seu marido, que sempre esteve envolvido directamente na carreira de Carey, sendo o director executivo da Sony Music Entertainment, a empresa-mãe do seu selo fonográfico. Desde a época de estreia da cantora no mercado musical, Mottola havia controlado quase todos os aspectos da sua carreira, mantendo o seu som cuidadosamente regulado e insistindo para que ela continuasse a gravar essencialmente música pop, embora tenha constantemente expressado o eu interesse por hip-hop. Carey confessou que nunca tentou remediar a situação porque "[ela] costumava ser insegura e cautelosa, e assim iria apenas ouvir o que as pessoas aconselhavam." No entanto, o controle excessivo da sua carreira por Mottola pouco tempo depois "colapsou a sua vida pessoal", uma vez que eles eram casados, aumentando a quantidade de conflito entre os dois. Ficou bastante óbvio que o casamento estava em frangalhos, como foi declarado em um artigo da revista Vanity Fair: "o casal começou a discutir à gota-d'água caía". Carey esteve muito envolvida na produção de Daydream, mais do que alguma vez estivera em um álbum. "Fui para esta fase de gravação, gravação, gravação e fi-la muito rápido", disse ao periódico TIME. "Desta vez, eu tive mais tempo, e eu concentrei-me mais no que eu queria fazer." Como a carreira de Carey e o trabalho continuaram a reflectir a sua visão sobre como ele devia soar, o seu casamento com Mottola continuou a "deteriorar-se".

## Produção e musicalidade

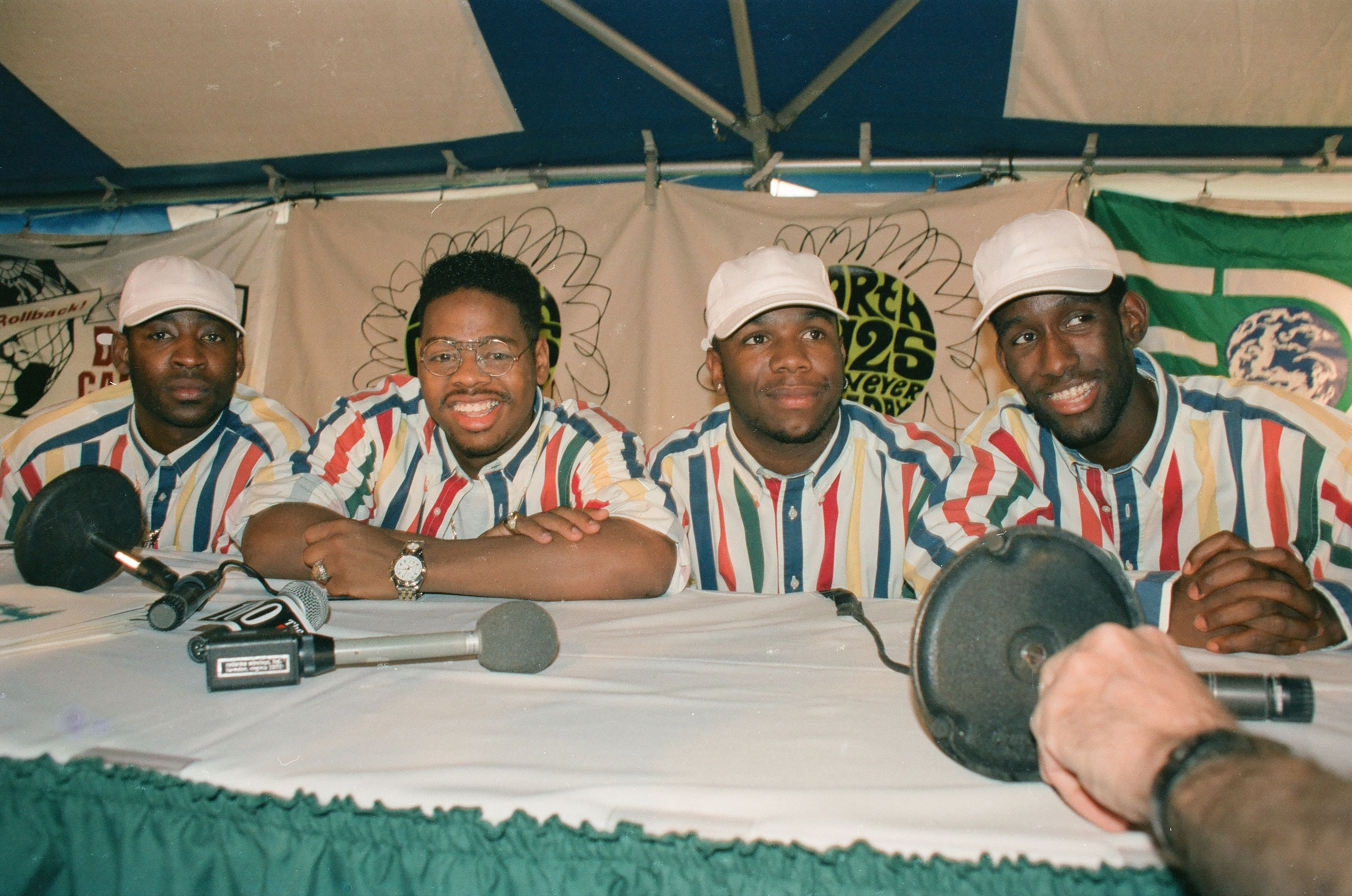
O grupo R&B Boyz II Men co-escreveu e gravou "One Sweet Day" com Carey.

Daydream é descrito como uma combinação entre o som pop audível em Music Box com sonoridades mais lentas de rhythm and blues (R&B) influenciadas por hip-hop. Uma das primeiras canções gravadas para o álbum foi "Fantasy". No momento em que Carey começou a desenvolver novas ideias para Daydream, pensou na música "Genius of Love" (1981), de autoria da banda Tom Tom Club. Ela sempre foi fã do tema, e apresentou a ideia de fazer uma amostra do gancho do mesmo a Dave Hall, como queria há já um bom tempo incluir uma amostra de uma canção da década de 1980. Hall incorporou um groove que achou que se adequava a voz da cantora, enquanto ela compôs algumas das outras batidas e escreveu a letra. Adrian Belew, guitarrista da banda King Crimson que co-escreveu "Genius of Love", revelou em uma entrevista ao blogue The Celebrity Café sobre os seus sentimentos em relação a Carey usar uma amostra da música: "Você sabe, a indústria musical é um negócio engraçado e bem antigo. Eu nem sequer sabia que eu estava naquela música até que um fã durante um concerto em Crimson pediu-me para que a autografasse. Como pode se ver, a minha gravação foi usada como amostra a partir de 'Genius of Love', que co-escrevi com o Tom Tom Club em 1981. De facto, eu nunca tinha visto Mariah Carey em pessoa; mas adoro o dinheiro que ela tem-me mandado!" Carey gravou o "Bad Boy Remix" da música, que contêm versos adicionais de hip-hop do rapper Ol' Dirty Bastard dos Wu-Tang Clan, sob produção e arranjos de Puff Daddy. A decisão da artista de convidar ambos artistas para gravarem consigo foi mal recebida pela sua administração, que observou aquilo como um "potencial assassino à sua carreira," apesar de ela falar muito bem sobre o remix, elogiando Puffy e Ol' Dirty Bastard: "Ele é tão conhecido nas ruas, e é uma das melhores pessoas que existem... nós meio que fizemos o que fazemos, e ter O.D.B [na gravação] levou isso para outro nível. Ele era a minha melhor escolha, então eu estava realmente feliz com a maneira como ele se saiu." "One Sweet Day" é uma canção que Carey escreveu com o grupo de R&B Boyz II Men e compôs com o colaborador Walter Afanasieff, que vem trabalhando consigo desde o seu álbum de estreia (1990). Após o falecimento de David Cole, amigo e antigo colaborador de Carey, e Alison, sua irmã que havia contraído a síndrome da imunodeficiência adquirida (SIDA), a artista começou a escrever e desenvolver uma música que iria prestar uma homenagem a ele e a todos os amigos e familiares que os seus fãs haviam perdido ao longo da jornada da vida. Ela teve o refrão e conceito compostos, e depois de uma reunião com os Boyz II Men, eles aperceberam-se que também tinham uma ideia similar em desenvolvimento. Esta foi outra inovação que foi mal recebida por Mottola, especialmente após ter sido informado que seria um dueto com a banda. Juntos, usando o refrão e ideia de Carey, assim como a melodia que tinham produzido juntos, escreveram e compuseram a música. Foi produzida por Afanasieff, que ainda construiu a melodia da canção e acrescentou vários grooves e batidas.
"Eu tive a ideia da melodia para 'Fantasy', e então estava a ouvir a rádio e ouvi 'Genius of Love', e eu não tinha ouvido [essa canção] há muito tempo. Lembro-me de crescer e escutar a rádio, e a sensação que a música deu-me parecia acompanhar a melodia e a ideia básica que eu tinha para "Fantasy". Inicialmente, eu apresentei a Dave Hall a ideia e nós fizemos isso."
— Carey falando sobre sua ideia e inspiração para "Fantasy", em uma entrevista com Fred Bronson.
Enquanto o desenvolvimento do álbum estava em andamento, Carey expressou interesse em trabalhar com Jermaine Dupri, um artista por quem ela tornou-se fã após ouvir "Jump" (1992), uma composição sua para o duo Kris Kross. Logo depois, Carey, Dupri e Seal começaram a compor uma canção para o álbum. Como Seal tocava piano, Carey começou a cantarolar e brincar com certas notas, até que surgiu com o refrão de "Always Be My Baby". Após isto, o resto da letra foi escrita e a canção composta. A intérprete gravou-a juntamente com cantoras de apoio de longa data, inclusive Kelly Price, Shanrae Price e Melonie Daniels. Juntas, elas construíram "um muro de vozes de apoio" que a intérprete derruba com o seu belting de notas final. "Jermaine [Dupri], Manuel [Seal, Jr.] e eu sentámo-nos e Jermaine programou a bateria. Eu disse a ele a sensação que eu queria [transmitir] e Manuel colocou as mãos sobre o teclado e eu comecei a cantar a melodia. Fomos para lá e para cá com a ponte e a secção-B. Eu tinha um contexto das letras e comecei a cantar 'Always Be My Baby' na minha cabeça", afirmou Carey sobre o processo de composição e desenvolvimento de "Always Be My Baby", uma música apresenta um ritmo lento, embora a sua produção tenha sido descrita como "R&B atrevido e macio" que exibe uma "jam sensual e lenta". Carey também trabalhou com Dupri no remix oficial do single, que apresenta vocais ré-cantados da artista, mantendo a mesma estrutura melódica e usando uma amostra da canção "Tell Me If You Still Care", de autoria de The SOS Band, e acrescentando vocais de Da Brat e da banda Xscape. "Always Be My Baby" estabeleceu a primeira vez em que Carey trabalhava com Dupri, que viria a se tornar um colaborador frequente em trabalhos posteriores da artista, inclusive "We Belong Together" (2005). "Underneath the Stars" foi a primeira música gravada para Daydream. A música apresenta uma "vibração de música soul dos anos 1970", bem como arranhões sintéticos de gravação, para dar à música um autêntico som daquela década. Carey sentiu que essas adições foram passos simples para continuar a expressar um sentimento de R&B contemporâneo. Além disso, ela sentiu que a música prestou homenagem ao estilo de Minnie Riperton, que foi uma das maiores influencias vocais para si enquanto crescia. A canção tem um som suave e uma linha do baixo predominantemente forte, mostrando um lado mais criativo da intérprete.
"JD é o melhor. Eu adoro ele, realmente adoro. Nós temos influências tão similares. É engraçado porque muitas das nossas músicas favoritas enquanto crescíamos são as mesmas. Naqueles tempos nós fizemos o remix [R&B] de 'Always Be My Baby'. A versão original era uma faixa forte, se você ouvir o baixo — mas foi muito agradável apesar de tudo. Eu sabia que JD conseguia fazê-lo, mesmo apesar de ele não ter trabalhado com alguém como eu antes. Eu sabia que ele era simplesmente incrivelmente talentoso. Ele realmente aprimorou as suas habilidades como um produtor em tantas maneiras diferentes. Eu sou uma fã e uma amiga."
— Carey abordando a sua experiência de trabalho com Jermaine Dupri à revista Billboard em 2008.

"['Underneath the Stars'] tem uma vibração real dos anos 1970, até mesmo colocando os arranhões que você ouve em gravações antigas para dar-lhe esse tipo de sabor. [Ela] foi um bom lugar por onde começar, porque ela colocou na minha mente a ideia de fazer um álbum que fosse mais R&B — mais na vibração da era de Minnie Riperton, que sempre foi uma inspiração para mim."

— Carey dando as suas considerações sobre a inspiração principal por detrás de "Underneath the Stars".
Carey teve a ideia de fazer uma versão cover de uma canção da década de 1980, tendo escolhido pessoalmente cantar "Open Arms", gravada e lançada originalmente em 1982 pela banda Journey. Junto com Afanasieff, eles atenuaram os arranjos da obra, tornando-a um pouco brilhante, especialmente em comparação com a "crua e poderosa 'One Sweet Day'". Além disso, com a ajuda de cantores de apoio, Carey acrescentou um toque de música gospel para a composição. Embora "Open Arms" contenha apenas influências de gospel, o género musical pode ser mais sentido em "I Am Free", que é considerada como uma das obras mais gospel de Carey, que concebeu-a juntamente com Afanasieff e Loris Holland, com quem havia trabalhado anteriormente no projecto natalino Merry Christmas (1994). Carey começou a cantarolar a melodia com as letras que tinha escrito enquanto Holland tocava o órgão e Afanasieff trabalhava na programação da canção. Ter Holland na gravação provou ser uma ideia sábia, dando a música um sentimento genuinamente evangelho e não forçado. O refrão é sofisticado e natural, com cada frase "prosseguindo em cascata para a outra", algo que teria sido difícil para uma "vocalista menos qualificada". Carey começou a se distanciar das "baladas padrão do estilo de Celine Dion" e começou a dirigir-se a territórios mais R&B. No entanto, ela decidiu não abandonar completamente o tipo de canções que a tornou famosa. Por esta razão, acabou escrevendo "When I Saw You" com Afanasieff, um tema que realmente incorpora alguns de seus trabalhos anteriores mais notórios, como "Vision of Love" (1990), e ainda mostra os seus vocais poderosos, recorrendo a um uso forte do melisma enquanto vai fazendo o belting. Os seus temas abordam a perda de alguém especial e como lidar com o luto. Não obstante, fazendo um retorno às suas experiências com o R&B, a cantora gravou "Long Ago", que marcou a segunda vez que ela compôs algum material com Dupri e Seal, além de conter um forte pano de fundo de hip hop. Seus vocais na canção foram descritos como "deslizando como seda sobre a insistente linha do baixo".

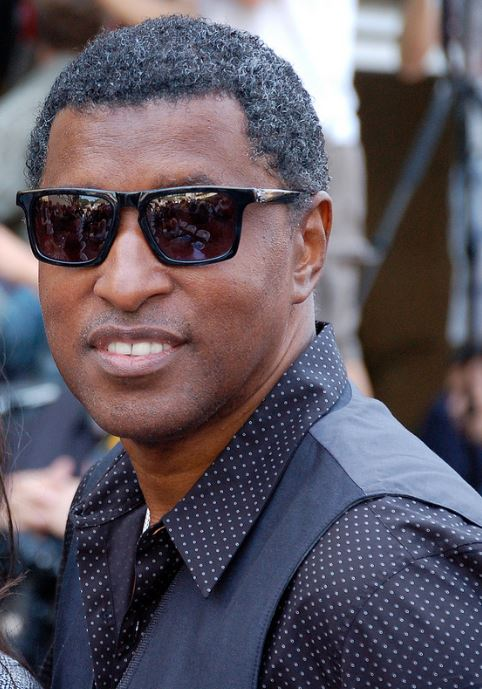
O produtor Kenneth "Babyface" Edmonds co-compôs "Melt Away" com Carey em Daydream.

"Melt Away" foi uma canção que Carey produziu por conta própria e co-escreveu com Babyface, que havia anteriormente trabalhado com ela na faixa "Never Forget You" (1994) de Music Box. A escrita e produção da música foram "excelentes", com cada verso deslizando em seu refrão. Ao contrário das inúmeras obras anteriores de Carey, nas quais ela cantava usando maioritariamente notas altas e whistles, nesta música ela demonstra a sua habilidade com os seus tons baixos. De acordo com o autor Chris Nickson, "Underneath the Stars" é uma canção "tão forte como qualquer música lenta lançada na década de 1990, e que iria ser variadamente saboreada por dançarinos nas noites". Outra música que trouxe lembranças de décadas passadas foi "Forever", que foi descrita como uma balada valsante que presta tributo a lançamentos das décadas de 1950 e 1960 como "In the Still of the Night" e "Unchained Melody" recorrendo a mudanças de acordes, além da forma como a guitarra faz os arpejos "ter ficado na vanguarda da música". A obra exibe os vocais subtis da intérprete, bem como uma riqueza inegável. "Daydream Interlude (Sweet Fantasy Dub Mix)" é uma das faixas mais animadas de Daydream. É um remix de discoteca para "Fantasy", que foi ajustado e remixado pelo produtor de música house David Morales. Direcionada para ser um tema dance club que iria ampliar ainda mais o "horizonte musical" de Carey, incorpora maioritariamente os vocais da versão original, que foram dispostos por cima de uma batida de house, tal como Morales havia feito para "Dreamlover" e viria a fazer para muitos lançamentos posteriores. Uma balada de piano acompanhada por uma orquestra considerada muito íntima, "Looking In", a última faixa de Daydream, na qual a intérprete se permite aparecer "nua e crua", aborda um assunto bastante pessoal para Carey que estava a decorrer no momento da composição, além de ser reveladora e mostrar um lado introspectivo e melancólico da cantora. Segundo o autor Chris Nickson, a canção "reflectiu sobre a sua vida agora, as mudanças pelas quais ela passou, e a diferença entre a percepção pública de Mariah Carey e a pessoa real. Íntimo e revelador, ele fez um final apropriado para o álbum, e era evidente que Mariah foi crescendo, mudando e se tornando muito mais ela mesma, confiante de quem era e naquilo que poderia fazer."
Duas canções que haviam sido gravadas durante as sessões de estúdio para Daydream acabaram sendo excluídas do alinhamento de faixas final. "The Crave Song", a primeira destas, foi abordada pela cantora em entrevistas promocionais para o álbum, nas quais ela mencionou que a música estava repleta de insinuações, referindo-se à mesma como "A Canção do Suplico", revelando um lado seu que jamais havia sido visto antes em público. Contudo, a intérprete revelou também que jamais divulgaria a faixa. Não obstante, em Fevereiro de 2007 foi fundada a editora discográfica Crave Records, que era de propriedade de Carey, todavia, é incerto se há relação entre a editora e a faixa. A outra canção é "Slipping Away", cujo conteúdo lírico é bastante íntimo, uma vez que aborda um relacionamento amoroso que está a "escapulir", e foi rejeitada por Mottola por achar que retratava a situação momentânea que se deparava no casamento dos dois, mesmo apesar de Carey tê-lo informado que a obra simplesmente abordava um casal cuja relação estava a dissipar lentamente. Inicialmente, "Slipping Away" estava listada no alinhamento de faixas de Daydream e estava planeada para ser divulgada como um single, contudo, acabou sendo excluída e mais tarde inclusa como a segunda faixa do lançamento em CD single de "Always Be My Baby".

## Crítica profissional
| Críticas profissionais | Críticas profissionais |
| Avaliações da crítica  | Avaliações da crítica  |
| Fonte                  | Avaliação              |
| ---------------------- | ---------------------- |
| About.com              | [ 25 ]                 |
| AllMusic               | [ 26 ]                 |
| Entertainment Weekly   | B                      |
| The New York Times     | (favorável)            |
| People                 | (favorável)            |
| Vibe                   | (favorável)            |

Criticamente, Daydream foi louvado com aclamação universal pela crítica especialista em música contemporânea. Resenhistas aplaudiram as pequenas alterações no estilo musical presente nos lançamentos anteriores de Carey, tendo alguns acrescentado que este era o seu melhor trabalho até então. Além disso, as letras do projecto foram consideradas como mais maduras.
Bill Lamb, para o portal About.com, atribuiu ao disco quatro estrelas a partir de uma escala de cinco. Ele elogiou a direcção do álbum e chamou-o de "uma mistura quase-perfeita de R&B/hip hop e baladas exuberantes de ritmo acelerado." Especificamente, Lamb louvou "Fantasy", notando que "a batida forte do clássico 'Genius Of Love' do Tom Tom Club que fundamenta 'Fantasy' é completamente irresistível." Outra canção que foi muito elogiada por Lamb foi "One Sweet Day", afirmando que Carey e Boyz II Men formam uma "combinação vocal perfeita": "juntos eles alteraram o que poderia ter sido uma balada melancólica qualquer em uma demonstração esperançosa." Stephen Thomas Erlewine, editor sénior do portal AllMusic, avaliou o álbum com quatro estrelas e meia a partir de uma escala de cinco, chamando Daydream de "o seu melhor trabalho [Carey] até o momento" e escreveu: "Mariah Carey certamente sabe como construir um álbum. Posicionando-se directamente entre R&B urbano com faixas como 'Fantasy', e adult contemporary com canções como 'One Sweet Day', um dueto com Boyz II Men, Carey atrai ambos públicos igualmente por causa da enorme quantidade de habilidade e trabalho duro que ela põe nos seus álbuns. Daydream é o seu melhor trabalho até hoje, apresentando uma selecção consistentemente forte de canções e uma performance notavelmente exaltada de Carey. Daydream demonstra que Carey continua a aperfeiçoar a sua habilidade e que mereceu o seu estatuto como uma diva do R&B/pop."

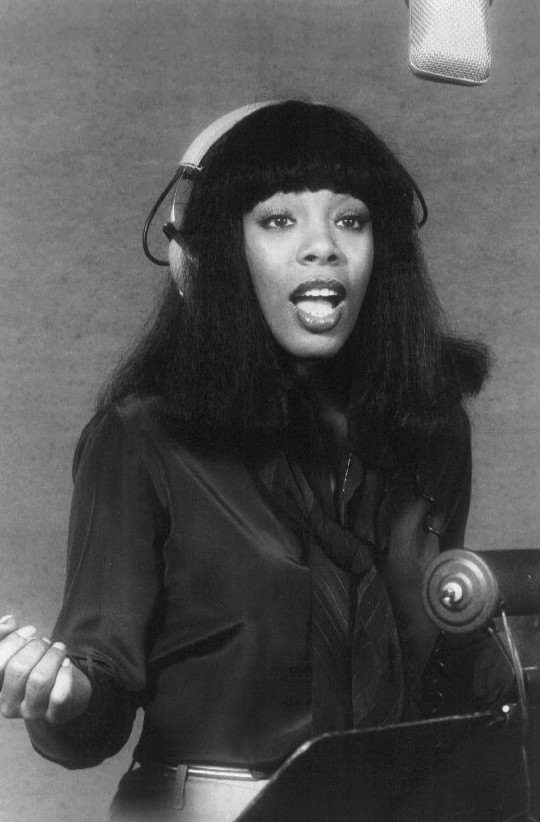
Um crítico musical declarou que Daydream definiu Carey como uma "diva do disco dos anos 1990, uma sucessora merecedora de mulheres desbravadoras como Donna Summer (imagem)..."

Na sua resenha para o disco, Ken Tucker, para a revista electrónica Entertainment Weekly, chamou Daydream de "o seu melhor trabalho desde a sua estreia em 1990", escrevendo: "De facto, é de longe a melhor colecção de músicas que Carey já lançou desde a sua estreia auto-intitulada em 1990. O álbum Daydream, em sua essência, assemelha-se bastante a trabalhos de grooves R&B." Tucker especificamente elogiou "One Sweet Day", "Always Be My Baby", "Forever" e "Daydream Interlude (Fantasy Sweet Dub Mix)", escrevendo: "'One Sweet Day', a sua colaboração com Boyz II Men, irradia uma sensualidade jovial que Carey raramente permite a si própria revelar na sua música. Eu gostei do swing relaxado de 'Always Be My Baby', e o andamento alegre de valsa de 'Forever'. Mas é na música que os fãs de Carey provavelmente irão achar a mais descartável 'Daydream Interlude (Fantasy Sweet Dub Mix)', na qual a cantora realmente define a si própria. No seu melhor, visto que ela está nesta faixa segura e enérgica, Carey é uma diva do disco dos anos 90, uma sucessora merecedora de mulheres desbravadoras como Donna Summer e Vicki Sue Robinson, cantoras de R&B com uma afinidade pelo groove sem fim". Stephen Holden, editor do jornal The New York Times, fez uma análise positiva ao álbum, escrevendo: "As composições da Sra. Carey deram um passo para a frente, tornando-se mais relaxadas, mais sensuais e menos dependentes de clichês." Holden elogiou "Fantasy", opinando: "a Sra. Carey entra confiante no território onde pop-soul com sabor de gospel mistura-se com hip hop leve e gravou algumas das músicas corais mais maravilhosamente compostas que poderiam ser encontradas em um álbum contemporâneo." Além disso, ele elogiou "One Sweet Day", "Melt Away", "Always Be My Baby" e "Underneath the Stars", chamando-as de "o melhor do álbum".
A revista People fez também uma análise positiva, chamando o disco de "o seu quarto e melhor álbum", e elogiou o projecto em geral e as suas canções, comentando: "Daydream passa por cima dos seus predecessores pop por causa do seu material amadurecido mais funk. Carey também tem melhor controle do seu instrumento — a sua voz demonstra melhor musculação e agilidade. Ela ainda soa um pouco grossa às vezes no que concerne ao fervor, como no [tema de] ritmo acelerado 'Melt Away', que Carey co-escreveu com Babyface. Em maior parte, a sua força vai pairando, desde o belting de bravura em 'One Sweet Day', um dueto com Boyz II men, até à sensação rica de gospel em 'I Am Free', que tem um ânimo tão igrejoso que quase se consegue ouvir os estalos dos dedos das fãs." Matthew K. Ridge, para a revista Teen Ink, considerou Daydream como o melhor trabalho musical alguma vez lançado por Carey, elogiando as habilidades vocais da intérprete nas canções "I Am Free" e "Forever", o estilo musical urbano, bem como o ritmo acelerado, de faixas como "Long Ago", e a composição de "Looking In" e "Underneath the Stars". Adelle Platon, para a revista Vibe, concordou com Ridge e acrescentou que Carey jamais voltou a produzir um álbum tão bom quanto Daydream. Ela apontou "Melt Away" "Underneath the Stars" e "Open Arms" como os destaques do disco e considerou "One Sweet Day" como "um dos temas mais profundos sobre morte e luto de sempre". Ela concluiu a resenha declarando: "Vários bebés dos anos 80 e 90 reclamam que a música R&B já não é o que costumava ser e têm razão. O álbum Daydream de Mariah Carey é a graduação de MC da voz baladas Titanic-escas para a Rainha do R&B e Pop. [...] Daydream irá remanescer como um ponto bastante alto na carreira de Carey para sempre."
Embora tenha sido positivamente recebida pela crítica em geral, a versão cover por Carey da canção "Open Arms", cuja versão original foi gravada e lançada em 1982 pelo grupo Journey, foi universalmente rejeitada. Lamb achou que a música "não teve inspiração" e escreveu que "é simplesmente uma escolha de música não inspirada". Erlewine também criticou a escolha da música, chamando-a "de segunda classe", bem como Holden, que se limitou a descrevê-la como um "remake melancólico". Embora tenha achado que "o álbum adere ao formato clássico de diva favorável-à-rádio, alternando entre temas dançantes e baladas poderosas" na sua resenha para o The Rolling Stone Album Guide (2004), Arion Berger também lamentou a regravação de "Open Arms". Um repórter para o jornal Star News fez uma análise negativa geral para o álbum, escrevendo que o mesmo está repleto de "R&B cortador de biscoito, baladas pretensiosas e letras de contos-de-fadas. 'One Sweet Day' soa como uma carta rejeitada pelo departamento de condolências da Hallmark Cards. E a sua versão de 'Open Arms' conseguiu ser ainda mais exagerada que a original." Todavia, ele ainda fez elogios à inclusão da amostra de "Genious of Love" em "Fantasy", que foi misturada com funk, e à voz "ameaçadora" da artista em "Long Ago", descrita por si como uma faixa "ominosa" de hip-hop. Ele concluiu a resenha afirmando que o álbum decepcionou e que na sua essência, representa o som de uma artista "sonâmbula que foi vítima do síndrome de Whitney", fazendo referência aos trabalhos momentâneos da cantora Whitney Houston, com quem Carey era bastante comparada no início da sua carreira. Segundo Colin Larkin, autora de Encyclopedia of Popular Music, "alguns críticos questionaram se Daydream seria um exercício controlado de escrita [de canções] seguindo uma fórmula vaga, com pouca emoção e coração."
Em 2016, Daydream foi posicionado no número 66 na lista dos "88 Álbuns Certificados com Disco de Diamante", na qual Andrew Unterberger, jornalista da Billboard, posicionava os discos segundo suas opiniões como um crítico de música contemporânea. No ano seguinte, segundo a National Public Radio, Daydream é o nonagésimo sétimo dos "150 Melhores Álbuns Feitos por Mulheres". "Daydream provou que Carey tinha o poder criativo para abraçar um novo som, e estabeleceu um padrão diferente de sucesso diferente das suas competidoras no momento", escreveu a colunista Audie Cornish. Mais tarde, foi posicionado no décimo quinto posto da lista dos 50 melhores álbuns de R&B da década de 1990, publicada pela revista Complex.

### Prémios e nomeações
Carey recebeu variadas nomeações por Daydream. A intérprete venceu em duas categorias na cerimónia dos prémios American Music de 1996: "Artista Feminina de Pop/Rock Favorita" e "Artista Feminina de Soul/R&B Favorita". Ao longo de 1995 e 1996, a cantora recebeu vários prémios de prestígio nas cerimónias dos prémios World Music, incluindo nas categorias "Artista Feminina de R&B Mais Vendida do Mundo", "Artista Feminina Mais Vendida do Mundo", "Artista Pop Mais Vendida do Mundo" e "Artista Mais Vendida do Mundo". Adicionalmente, "Fantasy" venceu nas categorias "Canção do Ano" nos prémios BMI e "Canção Favorita" nos prémios de entretenimento da Blockbuster, cerimónia na qual Carey também ganhou na categoria "Melhor Artista Pop Feminina". Ademais, a cantora recebeu vários prémios na cerimónia dos prémios de música da Billboard: "Artista do Ano da Hot 100 Singles", "Hot 100 Airplay" por "Always Be My Baby", "Artista do Ano da Hot Adult Contemporary" e o "Prémio Especial — dezasseis semanas em número um" por "One Sweet Day". Em uma pesquisa conduzida pela revista Rolling Stone, "One Sweet Day" ficou em primeiro lugar na categoria "Melhor Colaboração de Todos os Tempos".
Daydream foi um dos álbuns mais vendidos e aclamados de 1995. Quando as nomeações para os prémios Grammy de 1996 foram anunciadas, e Daydream aparecia em seis categorias diferentes, os críticos começaram a especular sobre como o disco iria "varrer os prémios" naquele ano. A 38.ª cerimónia dos prémios Grammy decorreu no Shrine Auditorium na noite de 28 de Fevereiro de 1996 na cidade de Los Angeles, Califórnia. Sendo que foi nomeada em várias categorias, Carey era uma das artistas principais que ia fazer uma apresentação ao vivo. Juntamente com Boyz II Men no palco, ela cantou "One Sweet Day" ao vivo, uma performance que foi recebida universalmente com opiniões positivas. Contudo, à medida que os vencedores das categorias iam sendo revelados, a cantora observava que o seu nome não era anunciado nem uma única vez. No fim da cerimónia, Daydream havia perdido todas as suas seis nomeações, algo que foi recebido com choque por vários críticos, que inclusive haviam chamado a obra de "álbum do ano". A cada prémio que perdia, as câmaras de televisão focavam na sua cara, que mostrava um sorriso cada vez mais a desvanecer. Quando a noite acabou, a artista não havia vencido nada. O desapontamento estava evidente na sua face. Foi reportado que após a noite, Carey e Mottola tiveram uma discussão por causa do que tinha acontecido na cerimónia de entrega de prémios, o que contribuiu ainda mais para a destruição do casal. Apesar de ter sido nomeada de novo para os prémios Grammy no ano seguinte, a intérprete não voltou a fazer apresentações ao vivo na cerimónia até 2006, na qual foi nomeada em oito categorias, tendo vencido três destas pelo seu trabalho no nono álbum de estúdio, The Emancipation of Mimi (2005).
"O que mais posso fazer? Deixe-me colocá-lo neste ponto de vista. Eu jamais vou ficar desapontada de novo. Após ficar sentada por toda a cerimónia e não ganhar uma única vez, consigo aguentar qualquer coisa. Mas — e eu sei que todo mundo sempre diz isto — eu não estava à espera de ganhar."
— Carey, a falar do seu desapontamento com o resultado dos prémios Grammy de 1996.

## Promoção e divulgação
Poucos meses antes de Daydream ter sido lançado, os executivos da Columbia Records informaram à revista Billboard que iriam iniciar uma campanha promocional para o álbum com a duração de um ano. Um dos primeiros esforços foi a criação da página online oficial da artista, que pôde ser inicialmente acessada através do website da Sony Music. Na página, foram dispostas imagens diversas relacionadas com o disco, incluindo as capas dos singles, fotografadas por Steven Meisel, um menu que dispunha a lista das faixas presentes no disco, as cenas dos bastidores das filmagens para o vídeo musical de "Fantasy", entre outros.

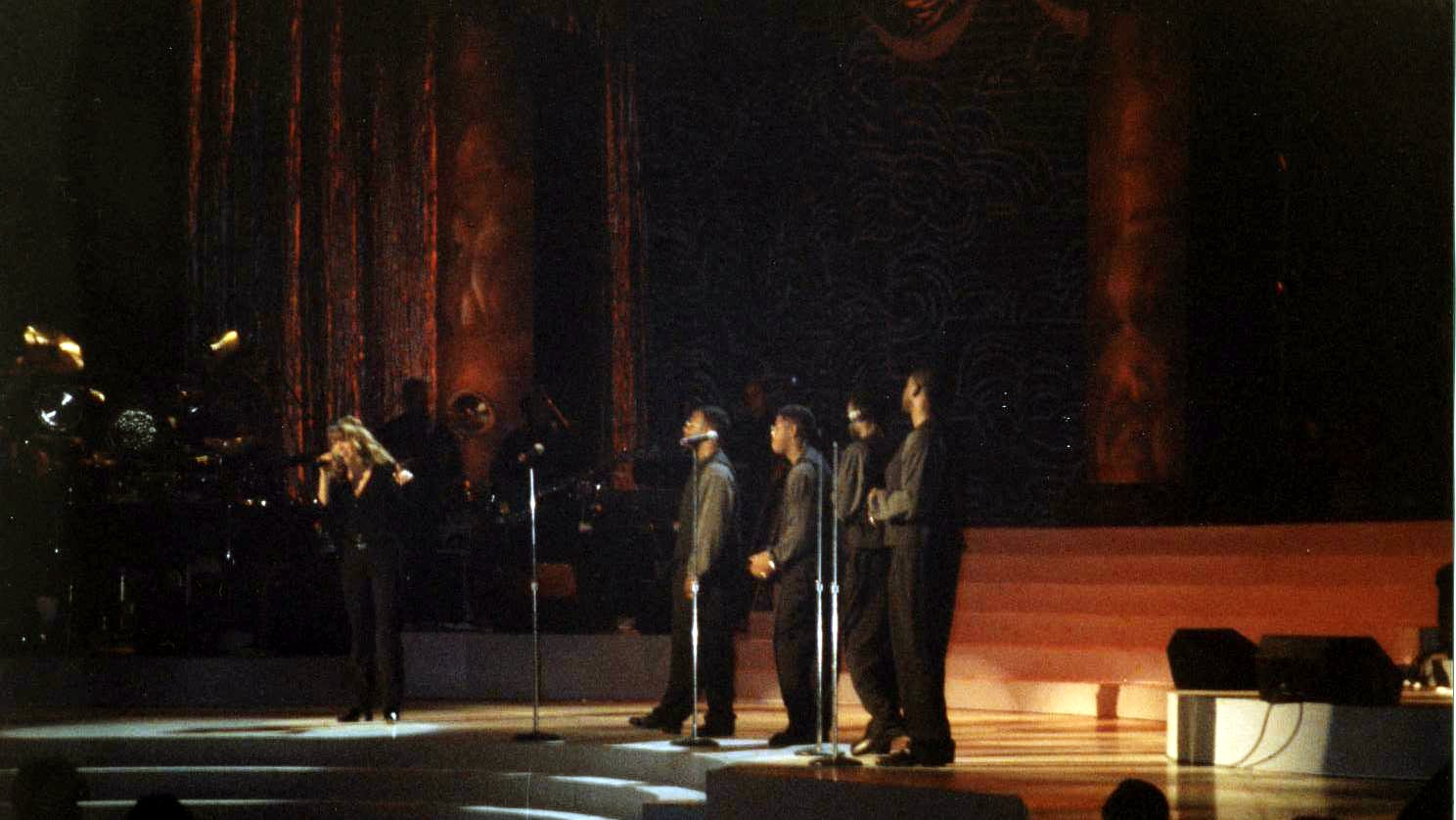
Carey e Boyz II Men a cantarem "One Sweet Day" no Madison Square Garden em Nova Iorque, 1995.

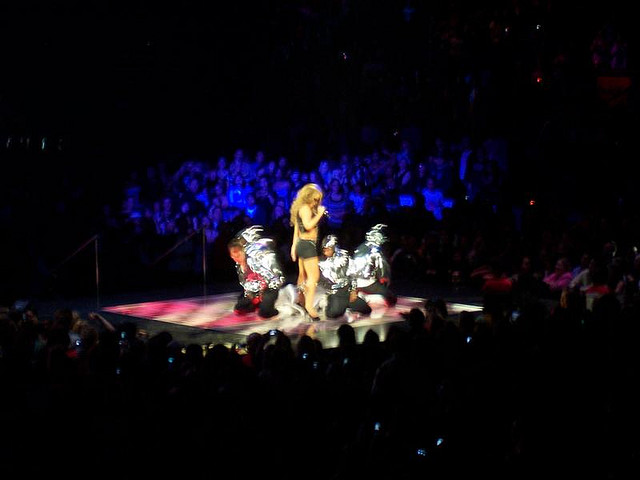
Carey enquanto interpreta "Fantasy" num dos concertos da The Adventures of Mimi Tour em 2006.

De modo a promover o álbum, Carey embarcou na sua segunda digressão. Originalmente, ela não havia feito planos de a fazer, devido ao longo tempo de viagem e o aborrecimento, contudo, após vários pedidos dos fãs, acabou por aceitar. A digressão abrangeu o Japão e alguns países da Europa, não passando pelos Estados Unidos. Isto aconteceu, provavelmente, por causa da recepção mista que a digressão norte-americana Music Box Tour (1993) recebeu três anos antes. Os concertos foram todos bem espaçados, o que deu à Carey tempo suficiente para descansar a sua voz. "É muito difícil cantar todas as minhas canções, mas eu estou muito ansiosa por isso". Vários músicos se juntaram à Carey durante a Daydream World Tour, incluindo Randy Jackson, que foi o director musical e tocou o baixo; Dan Shea no teclado; Vernon Black na guitarra; Gigi Conway na bateria; e Peter Michael e Gary Cirimelli na supervisão da percussão e sequenciamento de música. Todos os músicos e vocalistas de apoio estiveram sob a supervisão de Afanasieff, que tocou o piano e guiou a produção. Antes de ter embarcado na digressão mundial em 1996, Carey fez uma apresentação em um concerto cujos bilhetes estiveram esgotados no Madison Square Garden, Nova Iorque, em 1995. A apresentação foi filmada e lançada em um DVD intitulado Fantasy: Mariah Carey at Madison Square Garden, o quarto lançamento em vídeo da artista.
Quando os bilhetes dos três concertos no Tokyo Dome, Japão, estiveram disponíveis para venda, Carey estabeleceu um recorde após todos os 150 mil bilhetes terem sido vendidos em menos de três horas. Os concertos tornaram-se nos de venda mais rápida da história do estádio, quebrando o recorde anterior estabelecido pelos The Rolling Stones. Os concertos japoneses foram um sucesso tanto comercial quanto crítico, com alguns críticos e fãs vangloriando o concerto e a voz da cantora. A presença de Carey na Ásia durante a década de 1990 é incomparável a qualquer outro artista internacional. O seu sucesso internacional e antecipação foi comparado com o fenómeno denominado como Beatlemania nos anos 1960. Em uma entrevista para a MTV, Carey falou sobre como se sentia por se apresentar na Ásia: "Em primeiro lugar, você está na frente de tantas pessoas que basicamente não falam a sua língua. Levei pouco tempo a acostumar-me, mas acho que no fim do concerto, você sabe, todo o mundo começou a relaxar."
Para os concertos, Carey cantou quatorze canções originais, incluindo muitos de seus sucessos até ao momento, bem como os singles de Daydream. Os concertos posteriores da cantora na França, Alemanha, Países Baixos e Reino Unido também tiveram os seus bilhetes esgotados, sendo recebidos universalmente com opiniões críticas positivas. Durante o curto espaço de tempo das sete apresentações da sua digressão, a artista já havia começado a trabalhar em conceitos para o sexto álbum de estúdio, Butterfly (1997). De acordo com o autor Marc Shapiro, a digressão europeia de Carey foi um verdadeiro sucesso, em vários aspectos: "A digressão europeia igualou o sucesso dos seus concertos no Japão. As apresentações de Mariah em países estrangeiros foram experiências animadoras para a cantora. A popularidade — na verdade, mania — dos seus concertos nestes países atingiu proporções massivas. A recepção que os concertos receberam reflectiram o facto de que a música de Mariah atravessa as barreiras raciais e linguísticas e atingiu um núcleo universal e emocional com os seus fãs. A digressão cimentou o facto de que Mariah Carey havia se tornado na peça central do cenário mundial."
Além de uma digressão ao redor do mundo, Carey fez apresentações em uma variedade de programas de televisão e cerimónias de premiação. Após "Fantasy" ter sido lançada em Setembro de 1995 na Europa, Carey interpretou a música no programa popular britânico Top of the Pops, que também foi transmitido ao vivo via satélite em canais de televisão asiáticos. Além disso, Carey cantou a mesma canção na França e na vigésima terceira cerimónia anual dos prémios American Music, que decorreu na noite de 29 de Janeiro de 1996. "One Sweet Day" foi interpretada na 38.ª cerimónia anual dos prémios Grammy, no memorial da Princesa Diana em Setembro de 1997, e no especial de natal de Carey emitido pela Black Entertainment Television (BET) em 2001. Durante a sua digressão promocional europeia para o álbum, a artista cantou "Open Arms" em vários programas televisivos, incluindo Wetten, dass..? na Alemanha, Top of the Pops e Des O'Connor no Reino Unido e na televisão sueca, respectivamente.
Em Julho de 2013, Carey cantou "Looking In" ao vivo pela primeira vez em um concerto beneficente que decorreu no Central Park, Nova Iorque. Enquanto cantava, a artista ficou visivelmente emocionada, tendo inclusive parado a meio da interpretação para recuperar o seu fôlego. "Eu vou cantar uma canção do álbum Daydream que nunca cantei antes. Temos aqui alguém dos Lambily na casa? Eu escrevi-a em apenas quinze minutos, e ela necessita de uma maior estabilidade do que a que tenho agora. Eu me meti em problemas por ter escrito esta canção então vou dar uma tentativa," expressou a artista.

### Singles

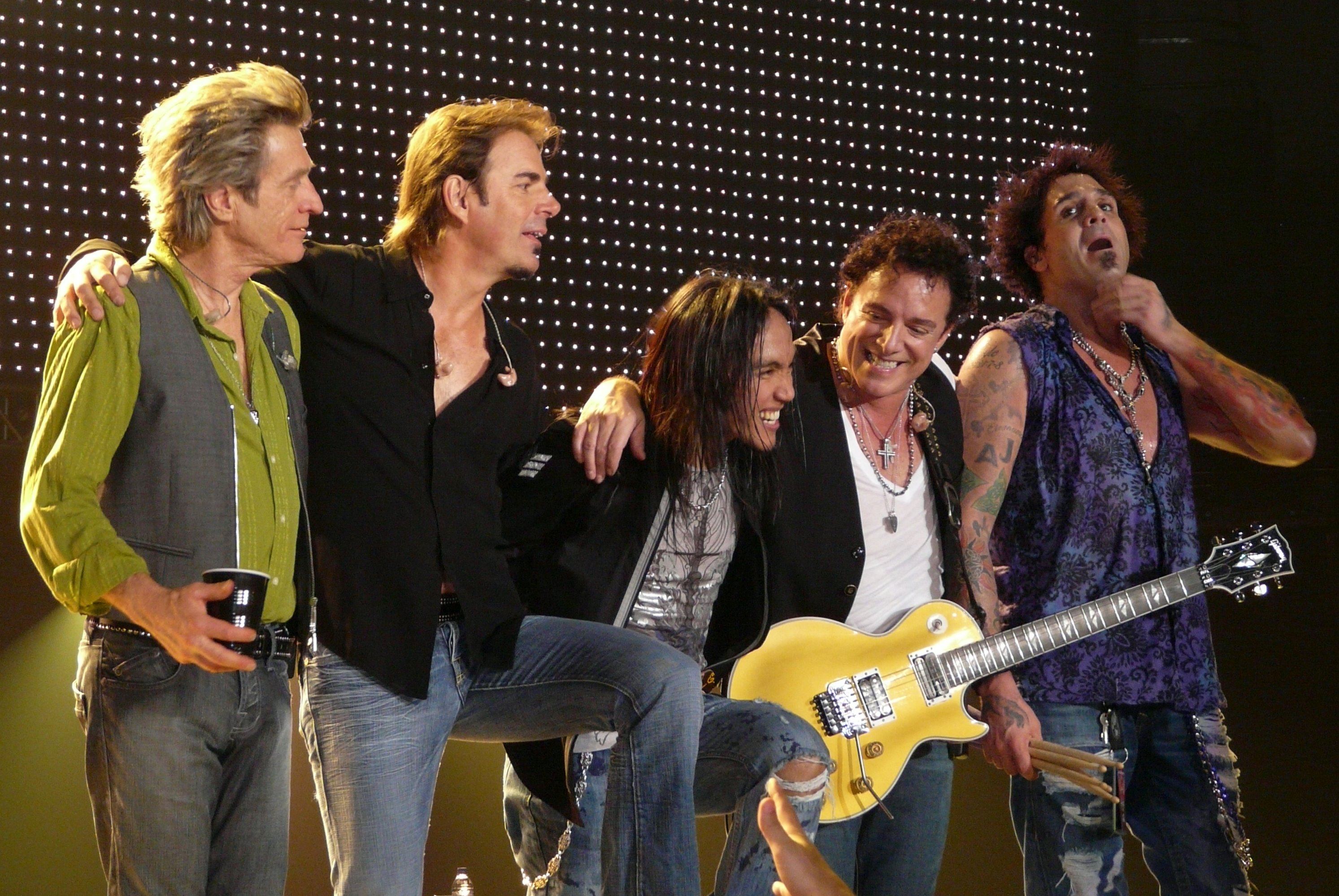
"Open Arms", o terceiro single de Daydream, é uma regravação da versão original lançada pela banda Journey em 1982.

No total, seis singles foram lançados de Daydream. "Fantasy" foi lançado como o primeiro a 12 de Setembro de 1995. Composta por Carey, Dave Hall, Tina Weymouth, Chris Frantz, Steven Stanley e Adrian Belew, a canção foi um sucesso a nível mundial, tendo estreado na primeira posição da Billboard Hot 100, fazendo de Carey a primeira artista feminina e segunda no geral a conseguir tal feito, após "You Are Not Alone" (1995) de Michael Jackson, e permanecido por oito semanas, tornando-se o nono single da artista a alcançar tal posição de pico. Também foi número um na Austrália, no Canadá e na Nova Zelândia, onde recebeu o certificado de disco de platina. No Canadá, ocupou a posição de topo por doze semanas consecutivas, igualando um recorde antes estabelecido de maior tempo de permanência nessa posição. Nos EUA, "Fantasy" foi o segundo single mais vendido de 1995, com mais de 1.5 milhões de cópias embarcadas. "One Sweet Day" foi escolhido como o single subsequente, sendo lançado a 14 de Novembro de 1995. É uma colaboração com o grupo Boyz II Men cuja letra aborda a perda de um ente querido, e sobre um dia vê-lo no céu mais uma vez. "One Sweet Day" teve um impacto forte nos Estados Unidos, onde também estreou na primeira posição da Hot 100 e permaneceu por dezasseis semanas consecutivas, tornando-se a canção que por mais tempo ocupou o primeiro posto da tabela, um recorde apenas quebrado 24 anos depois por "Old Town Road" de Lil Nas X com participação de Billy Ray Cyrus. "One Sweet Day" foi também o single mais bem-sucedido da década de 1990, além do mais vendido, e ainda fez de Carey a única artista com duas estreias consecutivas no topo da Hot 100 e com duas estreias no geral. Lançado em meados de Dezembro de 1995 como o terceiro single em mercados seleccionados da Europa, "Open Arms", uma versão cover da canção originalmente gravada pela banda Journey em 1982, teve sucesso no Reino Unido, Irlanda e Nova Zelândia; no entanto, teve um fraco desempenho nos outros países em que foi lançado, tais como Bélgica, França e Alemanha, onde não conseguiu alcançar as trinta melhores colocações.
"Espere por grandes números nas tabelas musicais. O seu sucesso ['One Sweet Day'] será muito merecido, tendo em conta que o desempenho cada vez mais maduro e cheio de alma de Carey efectivamente derrete nas melodias verdadeiras dos Boyz II Men, combinando para dar maior profundidade às letras da canção, que oferecem um adeus muito sincero a amigos que faleceram."
— A previsão comercial inicial publicada pela revista Billboard aquando do lançamento de "One Sweet Day".
"Always Be My Baby" foi lançado em Março de 1996 como o quarto single de Daydream. Composto por Carey, Jermaine Dupri e Manuel Seal, Jr., foi muito bem recebido pela crítica, que elogiou a sua instrumentação inovadora e o seu ritmo relaxante. Conseguiu se desempenhar favoravelmente em termos comerciais, tornando-se na primeira canção de sempre a estrear no segundo posto da Billboard Hot 100, tendo mais tarde subido para a primeira posição da mesma, na qual permaneceu por duas semanas, tendo regressado ao segundo posto e ocupado por nove semanas não-consecutivas, estabelecendo assim o recorde de maior tempo de permanência nessa posição. Além disso, foi a canção mais reproduzida nas principais estações contemporary hit radio norte-americanas naquele ano. Em outros lugares, alcançou também a primeira colocação no Canadá, e ainda se posicionou nas dez melhores colocações em seis países, incluindo a Nova Zelândia. Daydream é reconhecido hoje como um dos primeiros e muitos álbuns a conseguirem posicionar vários singles no topo da Hot 100, e foi o terceiro a conseguir tal feito de Carey, que se tornou a sexta artista feminina a alcançar o recorde, após Whitney Houston. "Forever" foi escolhida para ser divulgada como o quinto single do disco. Devido à sua fraca promoção em território norte-americano, o tema não conseguiu entrar na Hot 100; contudo, teve um sucesso moderado em outras tabelas norte-americanas e também no Canadá. "Underneath the Stars" foi lançada como o sexto e o último single de Daydream. Descrita por Carey como uma das suas canções mais favoritas, teve um desempenho comercial fraco nos EUA, tendo apenas entrado na tabela Hot R&B/Hip-Hop Songs.

### Vídeos musicais
"Foi uma loucura! Eles tinham equipas de filmagens e cameramen, enquanto eu estava na direcção a tentar dar conta de tudo. E esses homens estavam a correr fazendo um baile, porque Mariah e eles estavam a rir e a gritar e eles [Boyz II Men] estavam a ser entrevistados. E eu estava a chamar atenção às pessoas. 'Temos que ir ao microfone!' Eles foram embora passadas duas horas, então eu gravei tudo que eles fizeram, rezando para que fosse o suficiente."

— Walter Afanasieff a fazer declarações sobre o vídeo musical de "One Sweet Day" em entrevista com Fred Bronson.

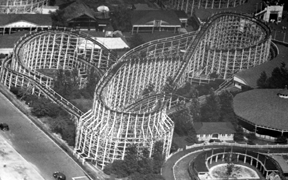
Carey dirigiu o vídeo musical para "Fantasy", filmado no parque de diversões Rye Playland em Rye, Nova Iorque, perto de Long Island, onde a cantora cresceu.

Carey dirigiu o vídeo musical para "Fantasy", filmado no parque de diversões Rye Playland em Rye, Nova Iorque, perto de Long Island, onde Carey cresceu. Adicionalmente, ela surgiu com o conceito após ter passado por lá um dia, e acabou criando a ideia. O vídeo mostra a artista em patins, patinando em um parque temático, enquanto vai se divertindo em montanhas-russas e outras atracções. O vídeo então transaciona para sequências de Carey a dançar no capot de um carro, celebrando com vários amigos. A cantora disse que a sua inspiração para o conceito do vídeo era de mostrar um "sentimento livre e aberto", tentando exibir a liberdade que ela finalmente havia adquirido ao ter sido permitida dirigir o seu primeiro vídeo. O teledisco para "Fantasy" estrou a 7 de Setembro de 1995 na cerimónia dos prémios de vídeos musicais da MTV. "Eles não esperavam que eu fosse capaz de filmar aquela cena! Eles diziam: 'como vai ela cantar em uma montanha-russa?'... Nós colocámos uma coluna pequena na traseira do carro, onde estavam os meus pés. Nós construímos o equipamento na parte frontal da montanha-russa e as lentes caíam vezes sem conta!"
Quando Carey e Boyz II Men se reuniram novamente no estúdio para gravar "One Sweet Day", chegaram ao consenso de que não teriam tempo suficiente para que voltassem a se encontrar mais uma vez para que pudessem filmar o vídeo musical, devido às agendas lotadas de ambos Boyz II Men e dela. Por esta razão, foi montado um conjunto de vídeo no estúdio enquanto eles escreviam e gravavam a canção. Trechos do processo de gravação foram usados para elaborar o vídeo musical. Mais tarde, Carey disse que ficou contente com o facto de um vídeo para a música jamais ter sido filmado, temendo que nenhum poderia capturar verdadeiramente a forte mensagem da letra da canção. Críticos acharam a escolha de vídeo sábia, e concordaram que o conceito simples homenageia a mensagem altruísta da canção.
O teledisco para "Always Be My Baby" foi mais uma vez filmado sob a direcção artística de Carey, que pode ser vista no mesmo brincando num baloiço no meio de um prado escuro, com cenas intercaladas entre a cantora a brincar por entre o bosque. O vídeo foi ambientando com uma temática "pacífica e relaxante", de modo a tentar reflectir a mensagem doce e melosa da música. O quinto single de Daydream, "Forever", foi a última canção a ser acompanhada por um vídeo musical. A editora discográfica de Carey usou imagens de arquivo das suas apresentações ao vivo da canção durante concertos na Cidade de Nova Iorque e no Japão e compilou-os em um vídeo. O mesmo conceito foi usado para o vídeo musical de "Open Arms".
A 11 de Fevereiro de 2012, Carey revelou através do Twitter que um vídeo musical para "Underneath the Stars" havia sido gravado, com sessões de filmagens tendo decorrido em locais públicos da Inglaterra e França. Todavia, ela acrescentou ainda que o mesmo "jamais sofreu algum tipo de lançamento ou divulgação e eu não sei onde ele está!"

## Alinhamento de faixas
A edição padrão de Daydream consiste em doze faixas e tem uma duração total de 46 minutos e 42 segundos. Todas as faixas foram igualmente co-escritas e co-produzidas por Carey, que se juntou à uma vasta gama de artistas para que fornecessem auxílio durante a concepção do projecto, incluindo o frequente Walter Afanasieff, e os novatos Jermaine Dupri, Babyface e Dave Hall. A terceira faixa, "One Sweet Day", é um dueto com a banda Boyz II Men, enquanto a décima primeira é um remix encurtado com versos novos da primeira faixa do álbum, "Fantasy", que por sua vez contém uma amostra de "Genius of Love" (1981) da banda Tom Tom Club. "Open Arms", a quarta faixa, é uma regravação da versão original lançada pela banda Journey.
A edição lançada no Japão contém um remix de "Fantasy" como uma faixa bónus. A edição distribuída na América Latina apresenta essa faixa e também a versão em espanhol de "Open Arms", intitulada "El amor que soñé", como as duas faixas bónus.
Todas as letras foram escritas por Mariah Carey, excepto onde indicado. Toda música composta por Carey e Walter Afanasieff, excepto onde indicado. Todas canções produzidas por Carey e Afanasieff, excepto onde indicado.
| Daydream       |                                              |                                                                   |                                                                      |                                 |         |  |
| N.º            | Título                                       | Letras                                                            | Música                                                               | Produtor(es)                    | Duração |  |
| 1.             | "Fantasy"                                    | M. Carey Chris Frantz Tina Weymouth                               | M. Carey Dave Hall C. Frantz T. Weymouth Adrian Belew Steven Stanley | M. Carey D. Hall                | 4:04    |  |
| 2.             | "Underneath the Stars"                       |                                                                   |                                                                      |                                 | 3:33    |  |
| 3.             | "One Sweet Day" (com Boyz II Men)            | M. Carey Michael McCary Nathan Morris Wanya Morris Shawn Stockman |                                                                      |                                 | 4:42    |  |
| 4.             | "Open Arms"                                  | Steve Perry Jonathan Cain                                         | S. Perry J. Cain                                                     |                                 | 3:30    |  |
| 5.             | "Always Be My Baby"                          |                                                                   | M. Carey Jermaine Dupri Manuel Seal, Jr.                             | M. Carey J. Dupri M. Seal, Jr.  | 4:18    |  |
| 6.             | "I Am Free"                                  |                                                                   |                                                                      |                                 | 3:09    |  |
| 7.             | "When I Saw You"                             |                                                                   |                                                                      |                                 | 4:24    |  |
| 8.             | "Long Ago"                                   |                                                                   | M. Carey J. Dupri M. Seal, Jr.                                       | M. Carey J. Dupri M. Seal, Jr.* | 4:34    |  |
| 9.             | "Melt Away"                                  | M. Carey Kenneth Edmonds                                          | M. Carey K. Edmonds                                                  | M. Carey                        | 3:42    |  |
| 10.            | "Forever"                                    |                                                                   |                                                                      |                                 | 4:00    |  |
| 11.            | "Daydream Interlude" (Fantasy Sweet Dub Mix) | M. Carey C. Frantz T. Weymouth                                    | M. Carey D. Hall C. Frantz T. Weymouth A. Belew S. Stanley           | M. Carey David Morales          | 3:04    |  |
| 12.            | "Looking In"                                 |                                                                   |                                                                      |                                 | 3:35    |  |
| Duração total: | Duração total:                               | Duração total:                                                    | Duração total:                                                       | Duração total:                  | 46:42   |  |

| Daydream — Faixa bónus do Japão (#SRCS7821) |                          |                                |                                                            |                              |         |  |
| N.º                                         | Título                   | Letras                         | Música                                                     | Produtor(es)                 | Duração |  |
| 13.                                         | "Fantasy" (Def Club Mix) | M. Carey C. Frantz T. Weymouth | M. Carey D. Hall C. Frantz T. Weymouth A. Belew S. Stanley | M. Carey D. Hall D. Morales* | 3:45    |  |

| Daydream — Faixas bónus do México (#CDDI481367) |                    |                                 |                  |              |         |  |
| N.º                                             | Título             | Letras                          | Música           | Produtor(es) | Duração |  |
| 14.                                             | "El amor que soñé" | S. Perry J. Cain Manny Benito** | S. Perry J. Cain |              | 3:32    |  |

* indica um produtor adicional
** indica um letrista adicional

## Créditos e pessoal
Os seguintes créditos foram adaptados do encarte do álbum Daydream e do portal AllMusic:
Locais de gravação
- Gravado nos seguintes estúdios em Nova Iorque: DMH, The Hit Factory, Wallyworld, Crave, Sony, e Quad

Pessoal
| - Mariah Carey — vocais, produção e arranjos, barulho de multidão - Walter Afanasieff — produção e arranjos, programação, sintetizador, baixo, intrumentos de teclas, programação de bateria - Babyface — teclado, vocais de apoio - Michael McCary — composição, vocais - Nathan Morris — composição, vocais - Wanya Morris — composição, vocais - Shawn Stockman — composição, vocais - Manuel Seal — piano, composição - Tristan Avakian — guitarra - Melonie Daniels — barulho de multidão - Jermaine Dupri — produção e arranjos, vocais principais, vocais de apoio - Dave Hall — produção e arranjos, programação | - Jay Healy — engenharia acústica, mistura - Loris Holland — órgão, órgao de Hammond - Dann Huff — guitarra - Kurt Lundvall — engenharia acústica - David Morales — baixo, arranjos, teclado, programação, produção - Kelly Price — barulho de multidão - Shanrae Price — barulho de multidão - Mike Scott — engenharia acústica - Manuel Seal, Jr. — produção, vocais principais, vocais de apoio - Dan Shea — sintetizador, baixo, teclado, programação, sintetizador de moog, programação de bateria, sintetizador de baixo - Andy Smith — engenharia acústica - David Sussman — engenharia acústica, mistura | - Phil Tan — engenharia acústica - Steve Thornton — instrumento de percussão - Dana Jon Chappelle — engenharia acústica - Terry Burrus — piano - Satoshi Tomiie — baixo, teclado, programação, sintetizador de baixo - Brian Vibberts — engenharia acústica - Gary Cirimelli — programação, programação digital - Randy Walker — programação - Acar Key — engenharia acústica - Frank Filipetti — engenharia acústica - Mark Krieg — segunda engenharia acústica - Kirk Yano — engenharia acústica adicional - Mick Guzauski — mistura |

## Desempenho nas tabelas musicais
Nos Estados Unidos, onde vendeu 224 mil unidades na sua primeira semana de comercialização, Daydream estreou no primeiro posto da tabela Billboard 200 na publicação de 25 de Dezembro de 1995, tendo permanecido no posto na semana seguinte, em que vendeu 216 mil unidades, e ainda por uma terceira semana consecutiva, na qual vendeu 170 mil unidades. As vendas do álbum aumentaram nas semanas seguintes devido às festividades de natal e fim-de-ano, tendo vendido 486 mil e 760 mil exemplares nas duas últimas semanas do ano, respectivamente, garantindo assim a sua posição no topo da tabela, totalizando seis semanas. Na semana de natal de 1995, o disco vendeu 760 mil cópias, o maior acumulado de vendas semanal do álbum. No total, o disco permaneceu dentro das cinco melhores posições da Billboard 200 por vinte e três semanas consecutivas. Daydream também alcançou a primeira colocação da tabela Top R&B/Hip-Hop Albums e foi o segundo álbum mais vendido de 1996, e o décimo oitavo mais vendido da década de 1990. De acordo com a Nielsen SoundScan, o disco vendeu 7,7 milhões exemplares nos EUA, excluíndo clubes de música de BMG, ocupando o nono lugar na lista dos álbuns mais vendidos por artistas femininas a solo. Daydream tornou-se o álbum mais vendido de Carey nos EUA, sendo atribuído o certificado de disco de diamante pela Recording Industry Association of America (RIAA), por ter comercializado mais de 12 milhões de unidades, tornando-se no segundo lançamento de Carey naquele país a conseguir tal certificado de vendas, após Music Box.
No Canadá, Daydream atingiu o seu pico na segunda posição, e recebeu o certificado de disco de platina por sete vezes pela Canadian Recording Industry Association (CRIA). Em território europeu o álbum alcançou um sucesso moderado, onde atingiu o primeiro posto das tabelas musicais da Alemanha, Países Baixos, Suíça e Reino Unido, sendo que neste último fez uma estreia no topo e vendeu cerca de 600 mil de unidades até Abril de 2005. Na França, o disco atingiu um máximo de número dois e recebeu o certificado de disco de platina por duas vezes pela Syndicat National de l'Édition Phonographique (SNEP). Estima-se que as vendas naquele território sejam de 730.4 mil unidades. Daydream recebeu o certificado de disco de platina por três vezes pela Federação Internacional da Indústria Fonográfica (IFPI), o que indica que mais de três milhões de cópias foram comercializadas na Europa. As vendas actuais do álbum naquele continente são de 3.8 milhões de cópias.
Na Austrália, Daydream recebeu o certificado de disco de platina por cinco vezes pela Australian Recording Industry Association (ARIA), o que indica que mais de 350 mil unidades foram comercializadas no território. O álbum posicionou-se no nono posto da lista dos mais vendidos de 1995 e 1996. No Japão, a obra estreou no número um da Oricon. De acordo com a mesma, Daydream tornou-se no terceiro disco mais vendido por uma artista de origem não-asiática, com cerca de 2.2 milhões de unidades comercializadas, e foi o mais vendido de 1995 naquele território, o que lhe rendeu o prémio de "Melhor Artista Estrangeira do Ano" da Billboard. Actualmente, Daydream é o quarto álbum mais vendidido no Japão por um artista estrangeira, com 2,4 milhões de unidades comercializadas, segundo o publicado pela Sankei Shimbun.
Daydream é um dos álbuns mais vendidos do mundo, com mais de 25 milhões de exemplares vendidos, e foi o décimo oitavo disco mais comercializado ao longo da década de 1990.

### Posições
| País — Tabela musical (1995-96)                     | Posição de pico |
| --------------------------------------------------- | --------------- |
| Alemanha — Offizielle Top 100 (GfK)                 | 1               |
| Argentina — Top 10 Albums (CAPIF)                   | 7               |
| Austrália — Top 100 Albums Chart (ARIA)             | 1               |
| Áustria — Ö3 Austria Top 40 Albums                  | 5               |
| Bélgica (Flandres) — Ultratop 200 Albums            | 6               |
| Bélgica (Valónia) — Ultratop 200 Albums             | 3               |
| Canadá — Top Albums/CDs Chart (RPM)                 | 2               |
| Canadá — Albums Chart (The Record)                  | 3               |
| Dinamarca — Album Top-40 (Hitlisten)                | 2               |
| Escócia — Scottish Albums Charts (OCC)              | 6               |
| Espanha — Top 100 Albumes (PROMUSICAE)              | 5               |
| Estados Unidos — Billboard 200                      | 1               |
| Estados Unidos — Top R&B/Hip-Hop Albums (Billboard) | 1               |
| Estados Unidos — Top Catalog Albums (Billboard)     | 45              |
| Estados Unidos — Top 100 Pop Albums (Cashbox)       | 1               |
| Estados Unidos — Top 75 R&B Albums (Cashbox)        | 3               |
| Finlândia — Suomen virallinen albumlista            | 12              |
| França — Top Albums (SNEP)                          | 2               |
| Hungria — Top 40 Album (MAHASZ)                     | 13              |
| Irlanda — Albums Chart (IRMA)                       | 6               |
| Itália — Hit Parade Italia                          | 6               |
| Japão — 오리콘 앨범 차트                            | 1               |
| Nova Zelândia — Top 40 Albums (Recorded Music NZ)   | 1               |
| Noruega — Topp 40 Albums (VG-lista)                 | 3               |
| Países Baixos — Album Top 100 (MegaCharts)          | 1               |
| Portugal — Associação Fonográfica Portuguesa        | 1               |
| Reino Unido — Albums Chart (OCC)                    | 1               |
| Reino Unido — R&B Albums Chart (OCC)                | 1               |
| Reino Unido — Dance Albums Chart (OCC               | 2               |
| Suécia — Albums Top 60 (Sverigetopplistan)          | 6               |
| Suíça — Albums Top 100 (Schweizer Hitparade)        | 1               |
| União Europeia — Top 100 Albums (Billboard)         | 2               |
| Zimbabwé — Albums Chart (ZIMA)                      | 1               |

| País — Tabela musical (1995)                        | Posição |
| --------------------------------------------------- | ------- |
| Alemanha — Offizielle Top 100 (GfK)                 | 49      |
| Austrália — ARIA Top 100 Albums Chart               | 9       |
| Bélgica (Flandres) — Ultratop 200 Albums            | 40      |
| Bélgica (Valónia) — Ultratop 200 Albums             | 38      |
| Canadá — Top Albums/CDs (RPM)                       | 84      |
| Estados Unidos — Billboard 200                      | 51      |
| Estados Unidos — Top R&B/Hip-Hop Albums (Billboard) | 57      |
| França — Top Albums (SNEP)                          | 17      |
| Itália — Hit Parade Italia                          | 26      |
| Noruega — Topp 40 Albums (VG-lista)                 | 3       |
| Nova Zelândia — Top 40 Albums (Recorded Music NZ)   | 24      |
| Países Baixos — Album Top 100 (MegaCharts)          | 20      |
| Reino Unido — Albums Chart (OCC)                    | 13      |
| Suíça — Albums Top 100 (Schweizer Hitparade)        | 34      |

| País — Tabela musical (1996)                        | Posição |
| --------------------------------------------------- | ------- |
| Alemanha — Offizielle Top 100 (GfK)                 | 38      |
| Austrália — ARIA Top 100 Albums Chart               | 9       |
| Canadá — Top Albums/CDs (RPM)                       | 12      |
| Estados Unidos — Billboard 200                      | 2       |
| Estados Unidos — Top R&B/Hip-Hop Albums (Billboard) | 7       |
| França — Top Albums (SNEP)                          | 20      |
| Nova Zelândia — Top 40 Albums (Recorded Music NZ)   | 15      |
| Países Baixos — Albums Top 100 (MegaCharts)         | 27      |
| Reino Unido — Albums Chart (OCC)                    | 57      |
| Suíça — Albums Top 100 (Schweizer Hitparade)        | 38      |

| País — Tabela musical (1997)   | Posição |
| ------------------------------ | ------- |
| Estados Unidos — Billboard 200 | 190     |

| País — Tabela musical (1990–99) | Posição |
| ------------------------------- | ------- |
| Estados Unidos — Billboard 200  | 18      |

| País — Tabela musical                     | Posição |
| ----------------------------------------- | ------- |
| Estados Unidos — Billboard 200 (Mulheres) | 54      |

### Vendas e certificações
| Região — Associação (Vendas)      | Certificação |
| --------------------------------- | ------------ |
| Alemanha — BVMI (500 000)         | Platina      |
| Austrália — ARIA (350 000)        | 5× Platina   |
| Áustria — FIIF (25 000)           | Ouro         |
| Canadá — Music Canada (700 000)   | 7× Platina   |
| Espanha — PROMUSICAE (200 000)    | 2× Platina   |
| Estados Unidos — RIAA (7 700 000) | 11× Platina  |
| França — SNEP (730 400)           | 2× Platina   |

| Região — Associação (Vendas)               | Certificação |
| ------------------------------------------ | ------------ |
| Japão — RIAJ (2 200 000)                   | Diamante     |
| Nova Zelândia — Recorded Music NZ (75 000) | 5× Platina   |
| Noruega — FIIF (50 000)                    | Platina      |
| Polónia — ZPAV (50 000)                    | Ouro         |
| Suíça — FIIF (20 000)                      | Ouro         |
| Reino Unido — BPI (600 000)                | 2× Platina   |
| União Europeia — IFPI (3 000 000)          | 3× Platina   |